# Lastovo
Lastovo je otočje, sestavljeno iz 46 otokov in čeri na površini 56,2 km²; južno od otoka Korčula ter 60 navtičnih milj od rta Gargano na italijanski obali. Arhipelag pripada Hrvaški.

## Geografija
Glavni otok v arhipelagu, Lastovo, je hribovit otok, po velikosti je 14. največji otok v hrvaškem delu Jadranskega morja. Med griči ležijo kraške doline in polja. Stalnih površinskih vodotokov ni, pitna voda je samo na polju Prgovo. Ozek obalni pas je kamnit, sicer pa je otok poraščen. Lastovo je poleg Mljeta najbolj gozdnat otok z vsemi karakteristikami sredozemske klime, kot so blage zime in dolga topla suha poletja. Otok je znan po lepih plažah, vinogradih in ribolovu. Med Lastovom in Korčulo je Lastovski kanal, ki je širok 6,5 km.
Naselje Lastovo je s cesto povezano z naseljem Uble, ki leži na zahodu otoka in je glavno otoško pristanišče.

## Zgodovina
Stari Grki so ga poznali pod imemom Ladesta. Naseljen je bil tudi v rimski dobi in srednjem veku. V Ubli se nahajajo ostanki rimske cerkve.
Otok je v svoji zgodovini pripadal različnim gospodarjem: Bizancu, nato so se nekaj časa kot gospodarji izmenjavali Neretljani, Benečani, Ogri (od leta 1252 do 1808), kratek čas je pripadal Ilirskim provincam, nato pa je bil do 1918 pod oblastjo Avstro-Ogrske. Z Rapalsko pogodbo je leta 1920 prešel pod oblast Italije. Prebivalci so bili podvrženi nasilnemu poitalijevančenju.
Po drugi svetovni vojni ga je JLA enako kot otok Vis zaprla za tujce, saj so na njem uredili vojaško-pomorsko bazo. Na otoku je bil tako onemogočen turistični razvoj, ki se je začel intenzivneje razvijati šele v 21. stoletju.

## Naselja
Na otoku, na katerem po popisu iz leta 2021 stalno živi 744 prebivalcev (2001 še 835), je več stalnih naselij, in sicer Lastovo, Skrivena Luka, Uble in Pasadur. Glavno in največje otočno naselje je Lastovo, ki leži v notranjosti na severnem delu otoka, nasproti Korčule.

## Gospodarstvo
Prebivalci se ukvarjajo s poljedelstvom, vinogradništvom, pridelavo oljk, ribolovom, predelavo rib in turizmom. Največ turističnih objektov je v Skriveni Luki.